# 徳永庸
徳永 庸（とくなが いさお、1887年12月18日 - 1965年3月20日）は、日本の建築家。福岡県出身で、九州地方を中心に数多くの設計監理を手掛けるとともに、早稲田大学や関東学院大学の教授として製図の指導に当たった。

## 来歴
1887年（明治20年）12月18日、福岡県糟屋郡青柳村（現 古賀市）に生まれる。1907年4月より1年間、辰野金吾・葛西萬司建築事務所に入所。1908年3月、福岡県立福岡工業学校建築科卒業。1909年3月、早稲田大学高等予科理工科卒業。1913年（大正2年）7月、早稲田大学理工科建築学科を卒業し、同年10月から1917年8月まで辰野金吾・片岡安建築事務所に勤める1917年より、早稲田大学で助教授、教授、講師を務める。1919年4月に設立した佐藤功一事務所では主任を務め、1927年9月には徳永建築設計事務所を創設し独立した。その後も、1929年4月から武蔵高等工業専門学校（現 東京都市大学）教授、1931年4月から早稲田高等工学校講師を、いずれも1940年3月まで務めた。戦後は1951年4月から2年間、関東学院大学の教授を務めている。
1965年3月20日、死去。

## 主な作品
出身地である九州の銀行建築を中心に、生涯で270件近くの設計監理を手掛けた。古典主義建築が主であり、ドリス式の円柱や、メダイヨンを施したメトープの意匠などに特徴がみられる。
- 徴古館 (佐賀市)（1927年竣工。登録有形文化財[2]。）
- 旧福岡銀行門司支店（1950年築。現 マリーゴールド門司港迎賓館）
- 旧福岡銀行長崎支店
- 旧福岡銀行大里支店
- 九州相互銀行福岡支店
- 旧全国農業協同組合連合会 福岡支所
- 第十銀行東京支店（1929年築。現 山梨中央銀行東京支店。）[3]
- 第一徴兵保険本社（1931年築。のちの銀座東邦生命ビル、現存せず。跡地はZOE銀座。）
- 福岡カトリック神学院（サン・スルピス大神学院、1948年築？）

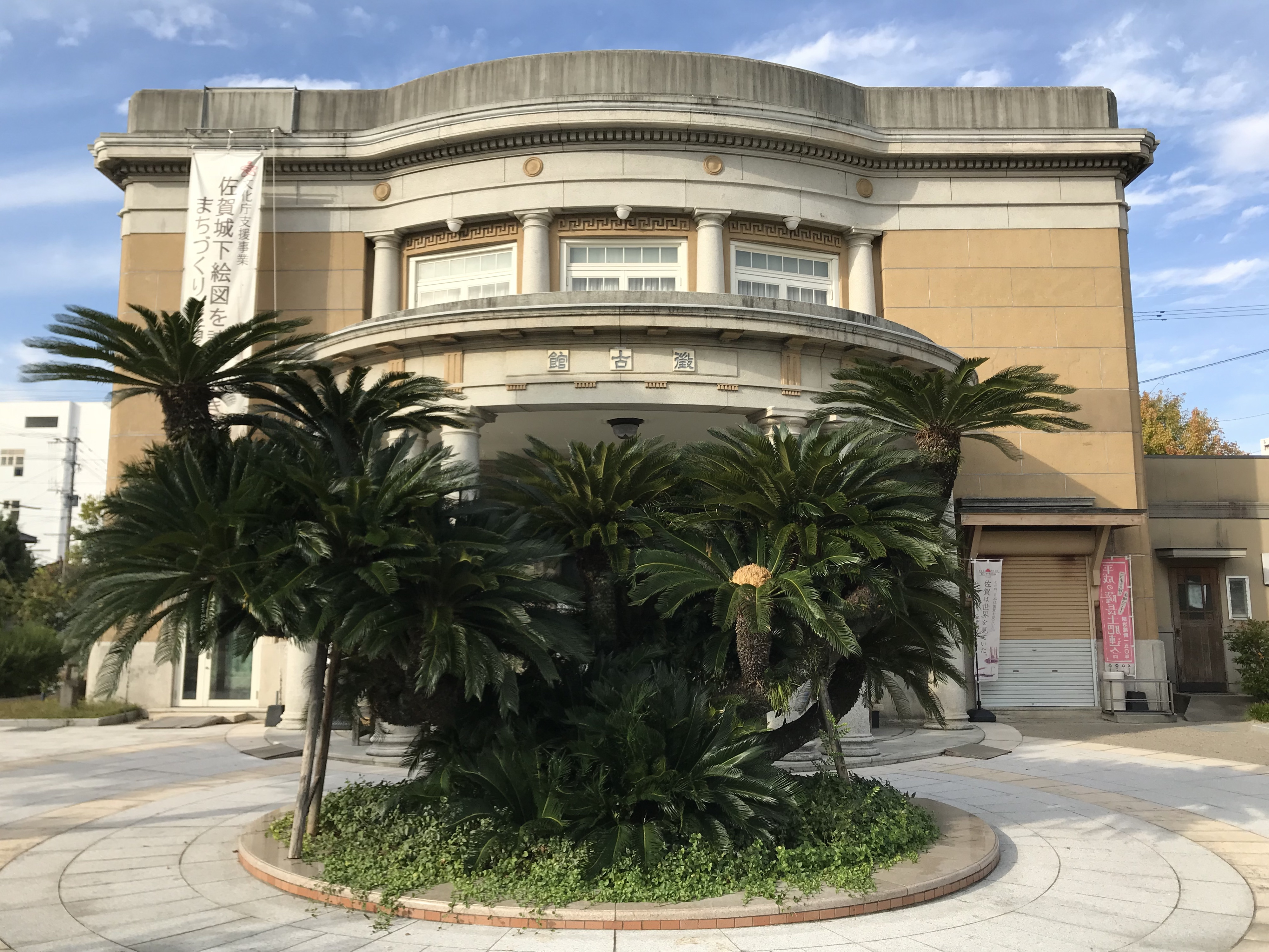
徴古館
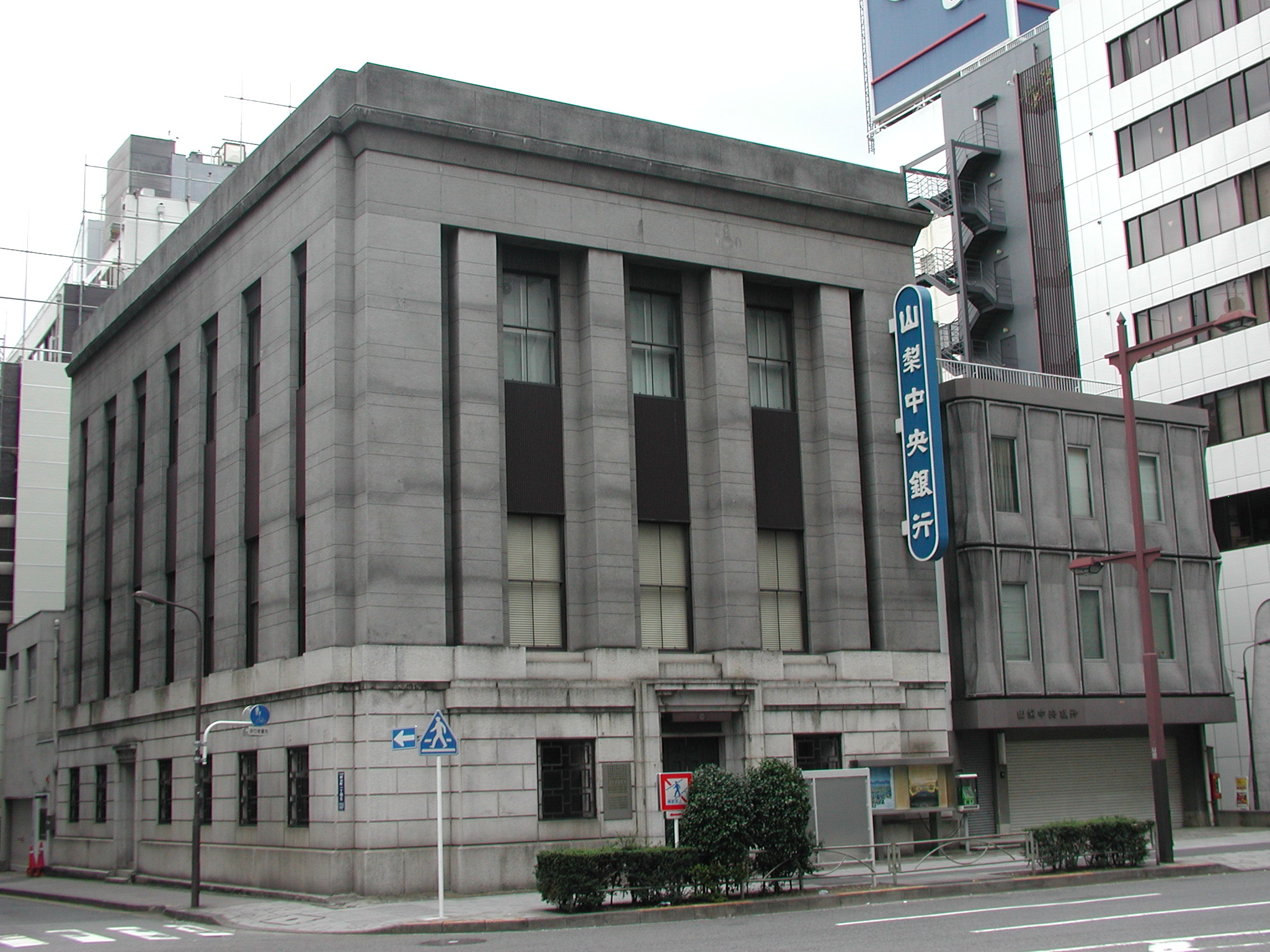
山梨中央銀行東京支店

## 建築教育者として
建築設計の仕事を行う傍ら、実務経験を生かして製図の指導を行った。今井兼次は「実地経験が豊富な徳永の図面の指導は丁寧で、多くの学生が熱心に解説に耳を傾けた」と回想する。村野藤吾は、電気工学から建築に進路を変えるにあたり、建築家の条件や資質について、同郷である徳永に手紙で相談を持ち掛けた。返信には「数学ができて、文学に興味があること」とあり、その知識は十分ではないが、特に欠けているとも思わないので建築に転身する決心をしたと回想している。